# Asprullvivel
Asprullvivel (Byctiscus populi) är en skalbaggsart som först beskrevs av Carl von Linné 1758.  Asprullvivel ingår i släktet Byctiscus, och familjen rullvivlar. Arten är reproducerande i Sverige.

## Bildgalleri

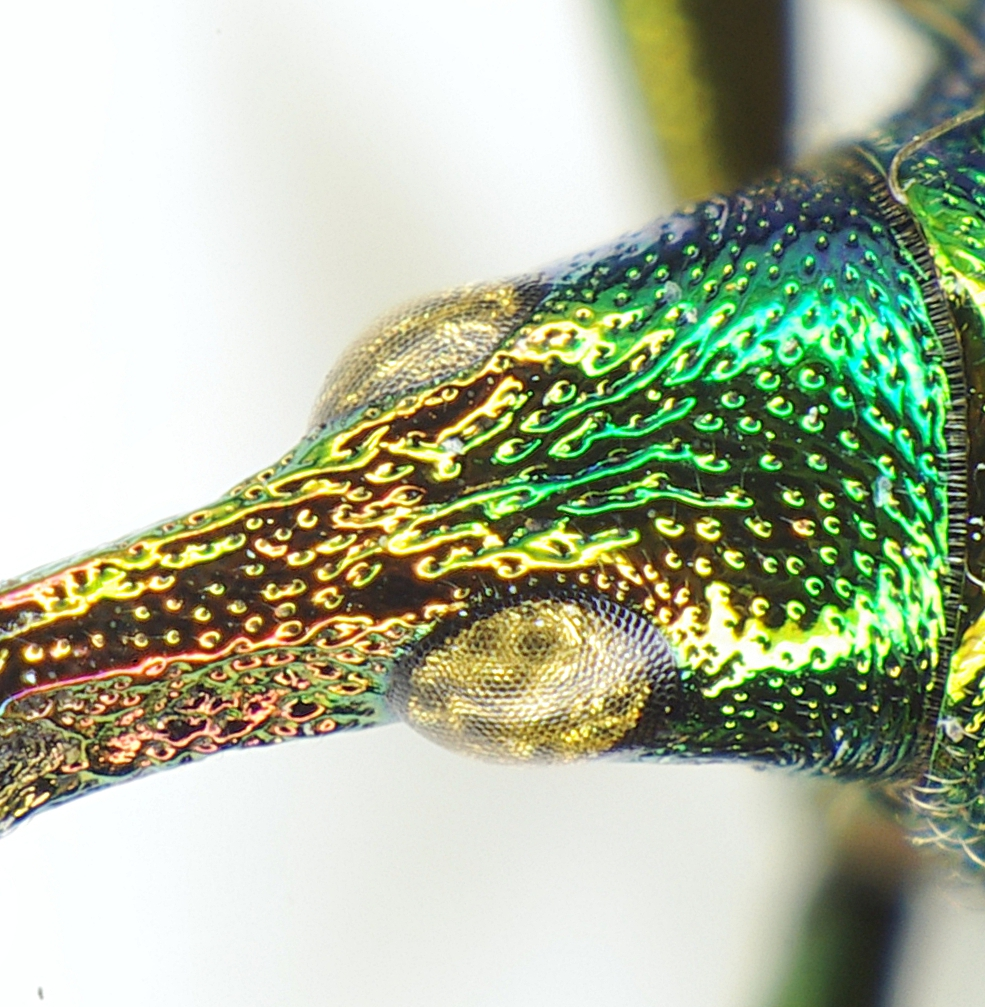
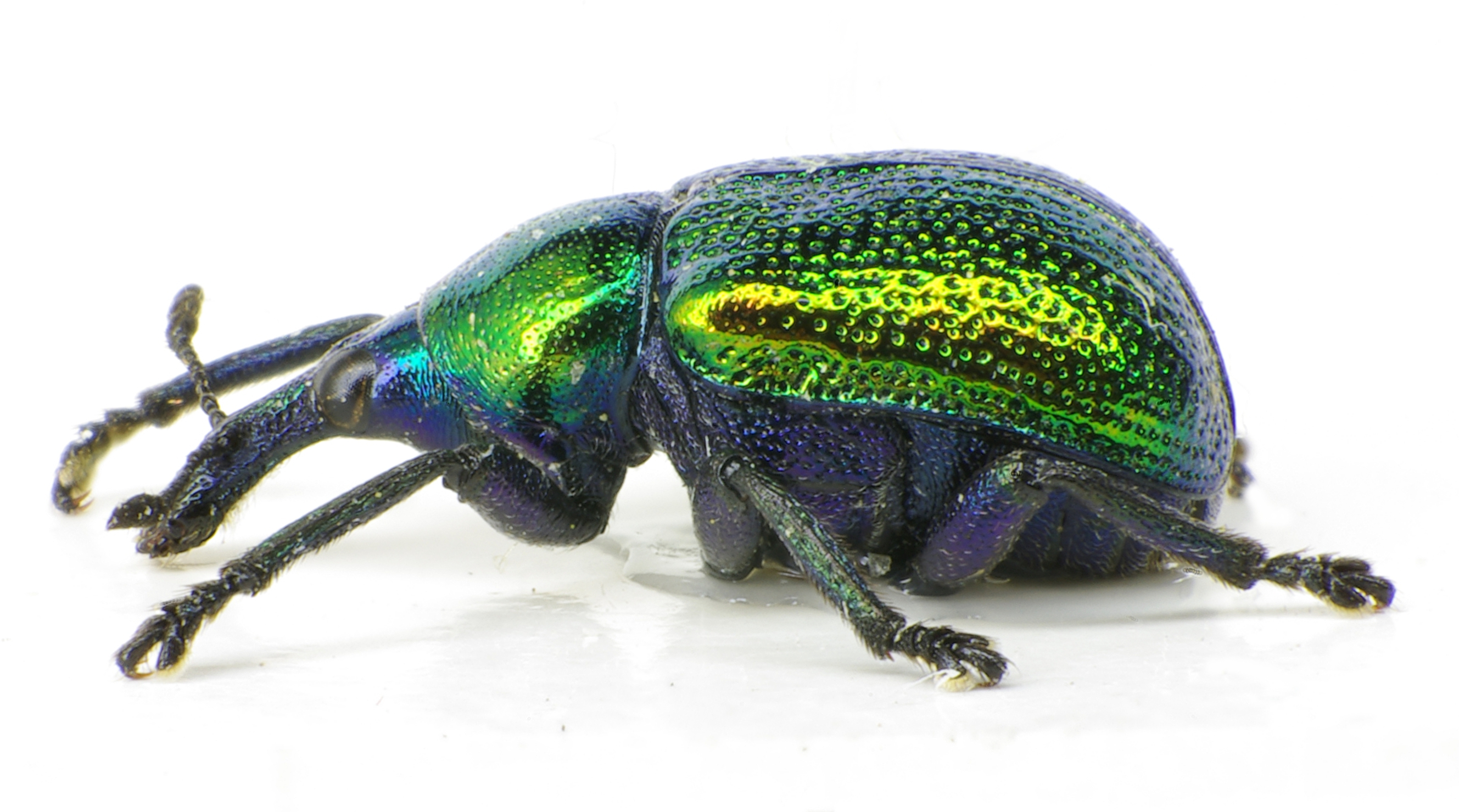
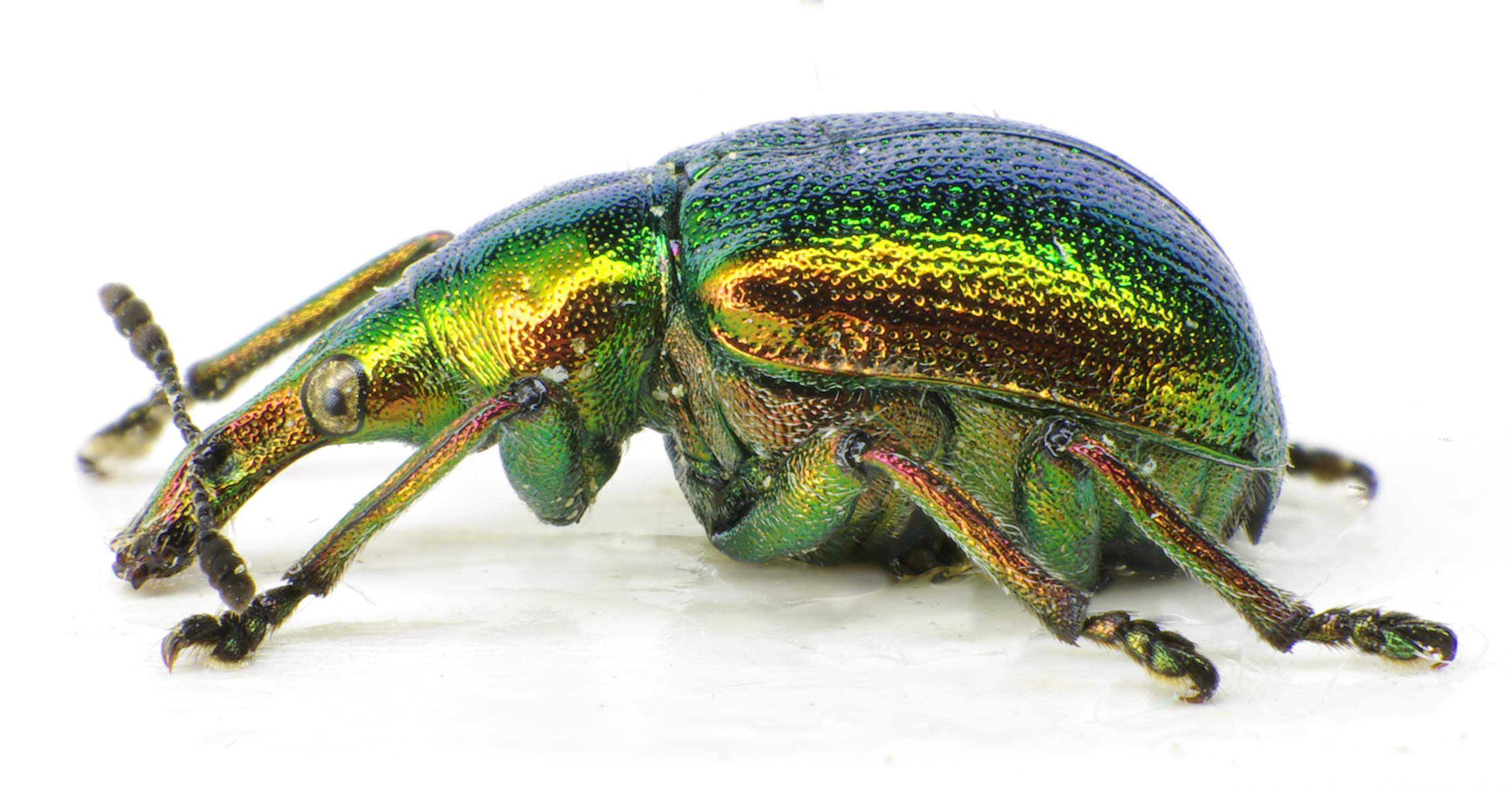
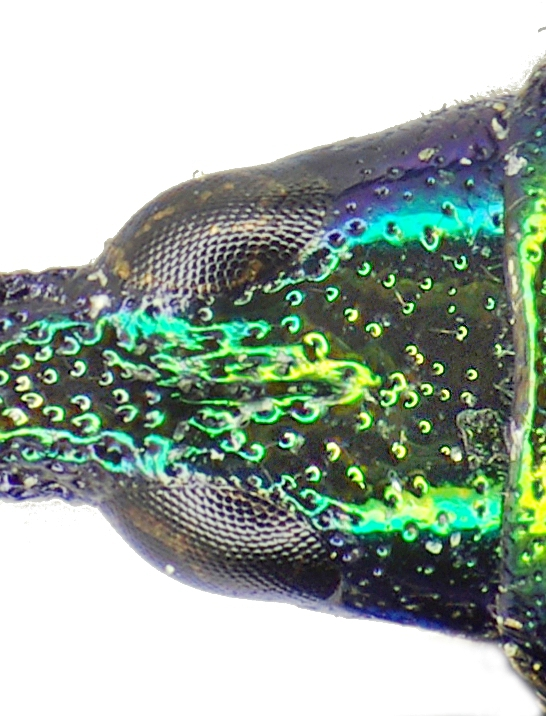
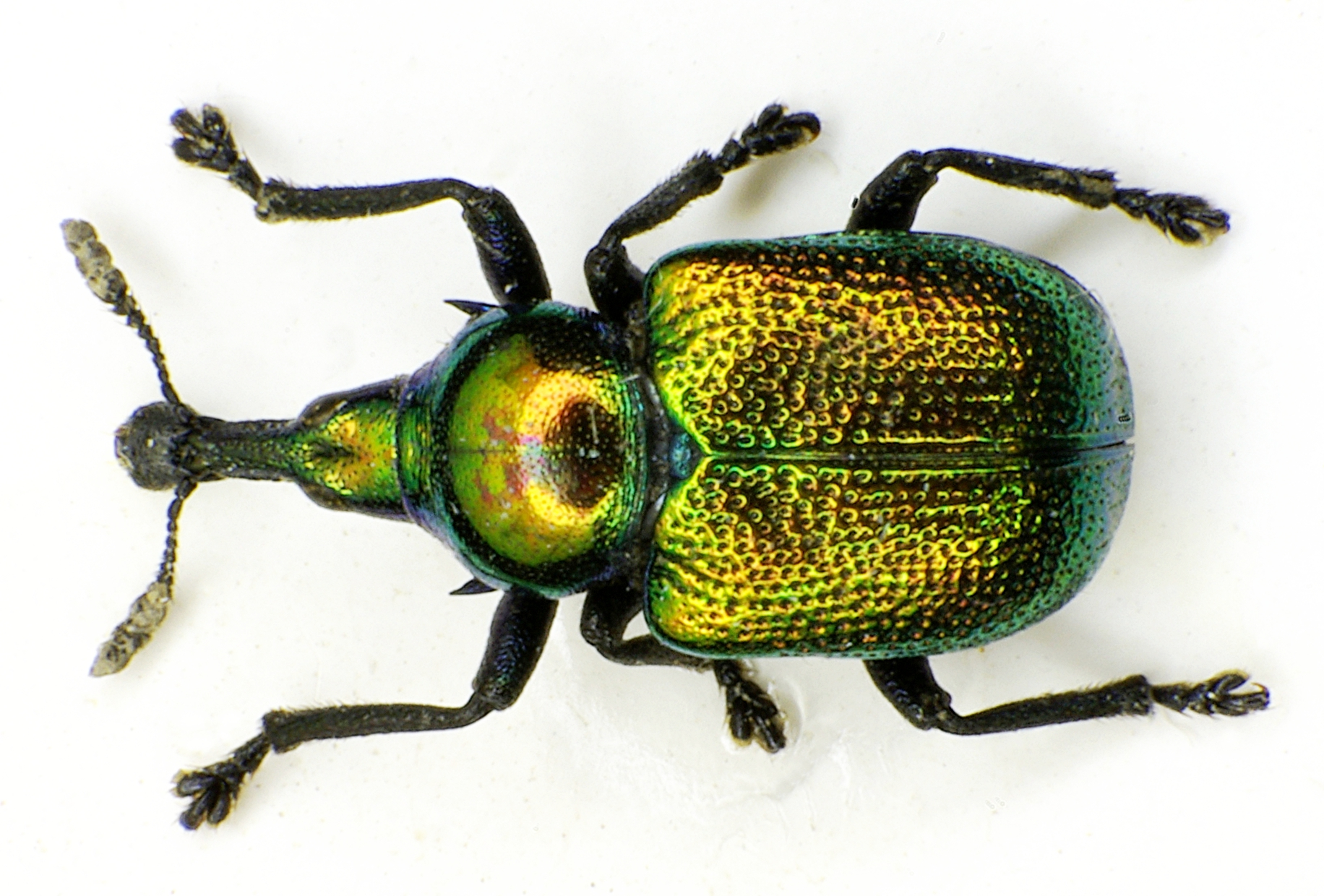